# زكرياء بركديش
زكرياء بركديش (بالفرنسية: Zakarya Bergdich)‏ ؛ مواليد 07 يناير 1989 في كومبيين، فرنسا، هو لاعب كرة قدم مغربي يلعب لنادي ريال بلد الوليد كمدافع.

## المسيرة الكروية
تلقى بركديش تكوينه في نادي ستراسبورغ، قبل أن ينتقل إلى نادي كريتاي الذي أمضى فيه سنتين. لعب بعد ذلك بنادي ألفوريل ببطولة الهواة الفرنسية. انتقل في 2010 إلى نادي لنس، الذي لعب فيه ثلاث سنوات قبل أن ينتقل في يونيو 2013 إلى نادي ريال بلد الوليد، لمدة ثلاثة مواسم.

فاز رفقة المتخب المغربي الأولمبي بوصافة بطولة أفريقيا تحت 23 سنة لكرة القدم، التي أقيمت في المغرب سنة 2011، و شارك رفقة نفس المنتخب في أولمبياد لندن 2012. نودي عليه لأول مرة مع منتخب الكبار، في حقبة المدرب البلجيكي إيريك غيريتس، في 23 فبراير 2012، في مباراة ودية ضد بوركينا فاسو.

## الجوائز والإنجازات

### الإنجازات مع النادي أو المنتخب
| النادي أو المنتخب                | البطولة                                  | مرات الفوز | الأعوام أو المواسم |
| -------------------------------- | ---------------------------------------- | ---------- | ------------------ |
| منتخب المغرب الأولمبي لكرة القدم | وصيف بطولة أفريقيا تحت 23 سنة لكرة القدم | 1          | 2011               |

## روابط خارجية
- زكرياء بركديش على موقع اتحاد تركيا (لاعب) (الإنجليزية)
- زكرياء بركديش على موقع قاعدة بيانات كرة القدم.إي يو (الإنجليزية)
- زكرياء بركديش على موقع ناشيونال فوتبول تيمز (الإنجليزية)
- زكرياء بركديش على موقع Soccerway.com (الإنجليزية)
- زكرياء بركديش على موقع عالم كرة القدم.نت (الإنجليزية)
- زكرياء بركديش على موقع أوليمبيديا (الإنجليزية)